# Sergi Domínguez
Sergi Domínguez Viloria (Barcelona, 1. travnja 2005.) španjolski je nogometaš koji igra na poziciji stopera. Trenutačno igra za Dinamo Zagreb.

## Klupska karijera

### Barcelona
Domínguez je svoju karijeru počeo u Sant Gabrielu, iz kojeg je prešao u čuvenu La Masiu, akademiju ponajvećeg španjolskog kluba Barcelone. Nakon odlično odigrane sezone u juniorskoj konkurenciji, Domínguez je pozvan da trenira sa seniorskom momčadi "pod palicom" Xavija. Prvi nastup za Barcelonu B, Domínguez je upisao 12. veljače 2023. protiv Amorebiete. Svoj prvi službeni nastup za Barcelonu, upisao je 31. kolovoza 2024. u visokoj 7:0 pobjedi nad Real Valladolidom u La Ligi. Svoj prvi nastup u Ligi prvaka, upisao je 19. rujna 2024. u porazu 2:1 od Monaca. Svoj prvi nastup u španjolskom kupu, upisao je 4. siječnja 2025. u pobjedi 4:0 nad niželigašom Barbastrom. Na kraju sezone 2024./25., okitio se naslovom prvaka Španjolske i osvajačem španjolskog kupa.

### Dinamo Zagreb
Pridružio se zagrebačkom Dinamu 30. lipnja 2025. Za Dinamo Zagreb debitirao je  2. kolovoza u utakmici prvog kola HNL 2025./26. u kojoj je Osijek poražen 0:2.

## Reprezentativna karijera
Nastupao je selekcije Španjolske do 15, 17, 18 i 19 godina.

## Priznanja

### Klupska
Barcelona
- La Liga (1): 2024./25.
- Copa del Rey (1): 2024./25.

## Vanjske poveznice
- Profil, Soccerway (engl.)
- Profil, Transfermarkt (engl.)